# HLE 22
De locomotief HLE 22 was een type elektrische locomotief van de NMBS. Er werden in 1954 vijftig exemplaren gebouwd. Bij de bouw was hun typenummer 122. Ze reden op alle spoorlijnen in België behalve op de lijn Brussel – Luxemburg. Ze werden vooral gebruikt voor het slepen van goederentreinen en piekuurtreinen.
De locomotieven reden oorspronkelijk 125, later 130 kilometer per uur. Ze werden geleverd in groen, in 1976 kregen ze een gele kleur. Maar die gele kleur werd snel vuil en in 1980 werd beslist om alle reeksen elektrische locomotieven blauw te verven met gele sierbanden.
In 2002 werden twintig locomotieven buiten dienst gesteld. Einde 2003 werden weer locs van deze reeks geschrapt. Er waren in 2006 en 2007 plannen om de resterende achttien locs van deze reeks buiten dienst te stellen, deze bleven echter nog tot 2008 in dienst. Ze werden nog gebruikt voor piekuurtreinen, soms goederenvervoer. In april 2009 werden de laatste exemplaren van deze reeks buiten dienst gesteld. De vereniging voor treinliefhebbers TSP kocht de 2201 aan, tevens de enige locomotief van deze reeks die bewaard werd.